# Geografia del Lazio
La Geografia del Lazio illustra le caratteristiche della regione Lazio, regione del Centro Italia, che si colloca sul versante medio-tirrenico e occupa 17.203 km² di territorio italiano, estendendosi dagli Appennini centrali al medio mar Tirreno.
Alla regione appartengono anche le isole dell'Arcipelago Pontino, composto da sei piccole isole tutte di origine vulcanica, che si trova davanti alla costa di Gaeta.

## Dati generali
Il Lazio è una regione dell'Italia centrale. Il capoluogo della regione, nonché capitale d'Italia, è Roma. I suoi capoluoghi di provincia sono Frosinone, Viterbo, Rieti e Latina. Confina a nord-ovest con la Toscana, a nord con l'Umbria, a nord-est con le Marche, a est con l'Abruzzo e il Molise, a sud-est con la Campania, a sud-ovest con il mar Tirreno. Al suo interno è presente la piccola enclave della Città del Vaticano.
Il Lazio è la nona regione per superficie, dopo il Veneto e prima della Calabria. Il punto più a nord della regione si trova nel comune di Acquapendente, al confine tra la provincia di Viterbo e la Toscana, mentre il punto più a est si trova in quello del comune di Viticuso, al confine tra la provincia di Frosinone e il Molise. Il punto più a sud si trova nel comune di Ventotene, oppure in quello di Gaeta, in provincia di Latina, se si considera il Lazio continentale. Quello più a ovest infine si trova nel comune di Montalto di Castro in provincia di Viterbo al confine con la Toscana.

## Orografia

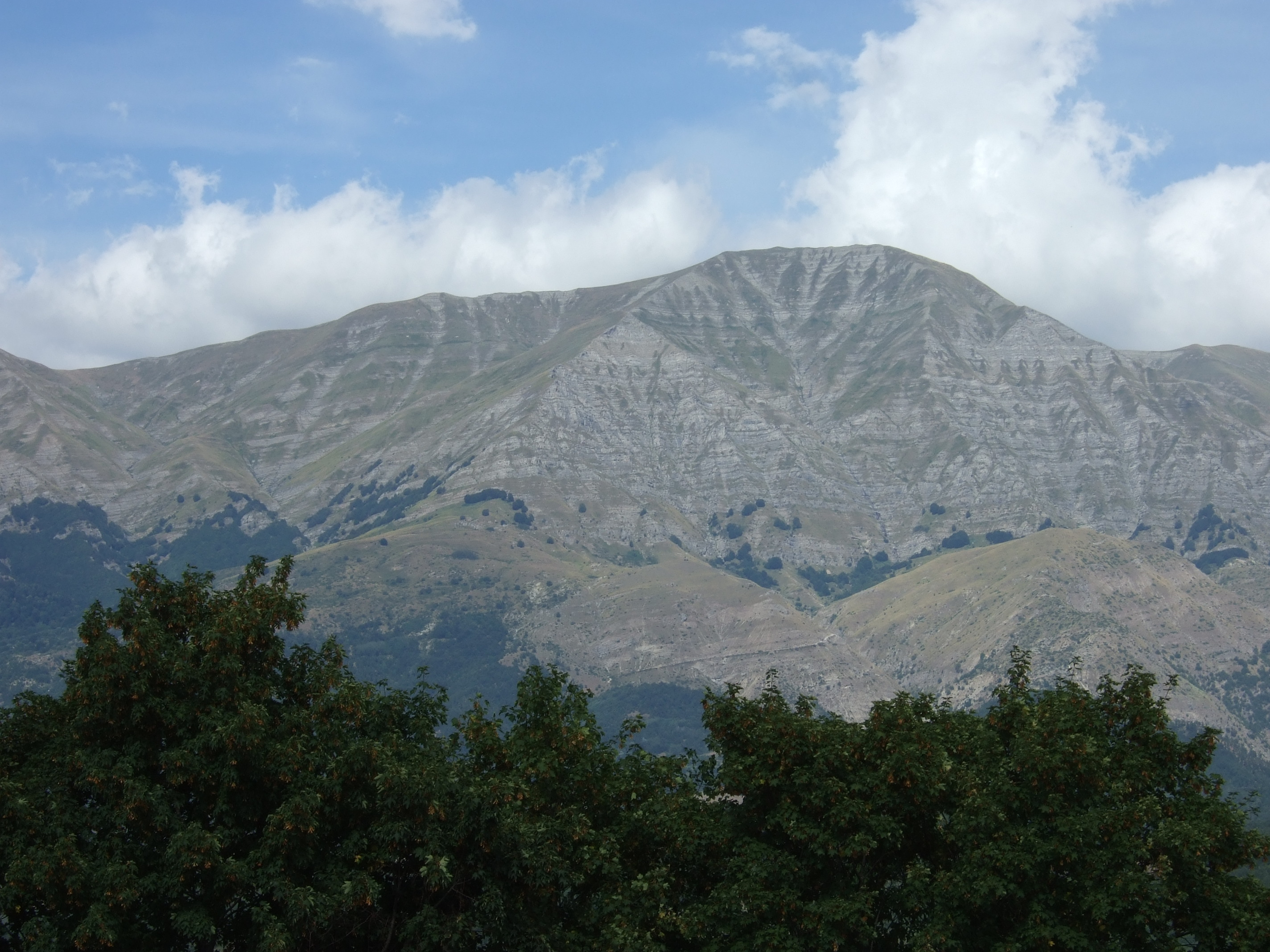
Monte Gorzano

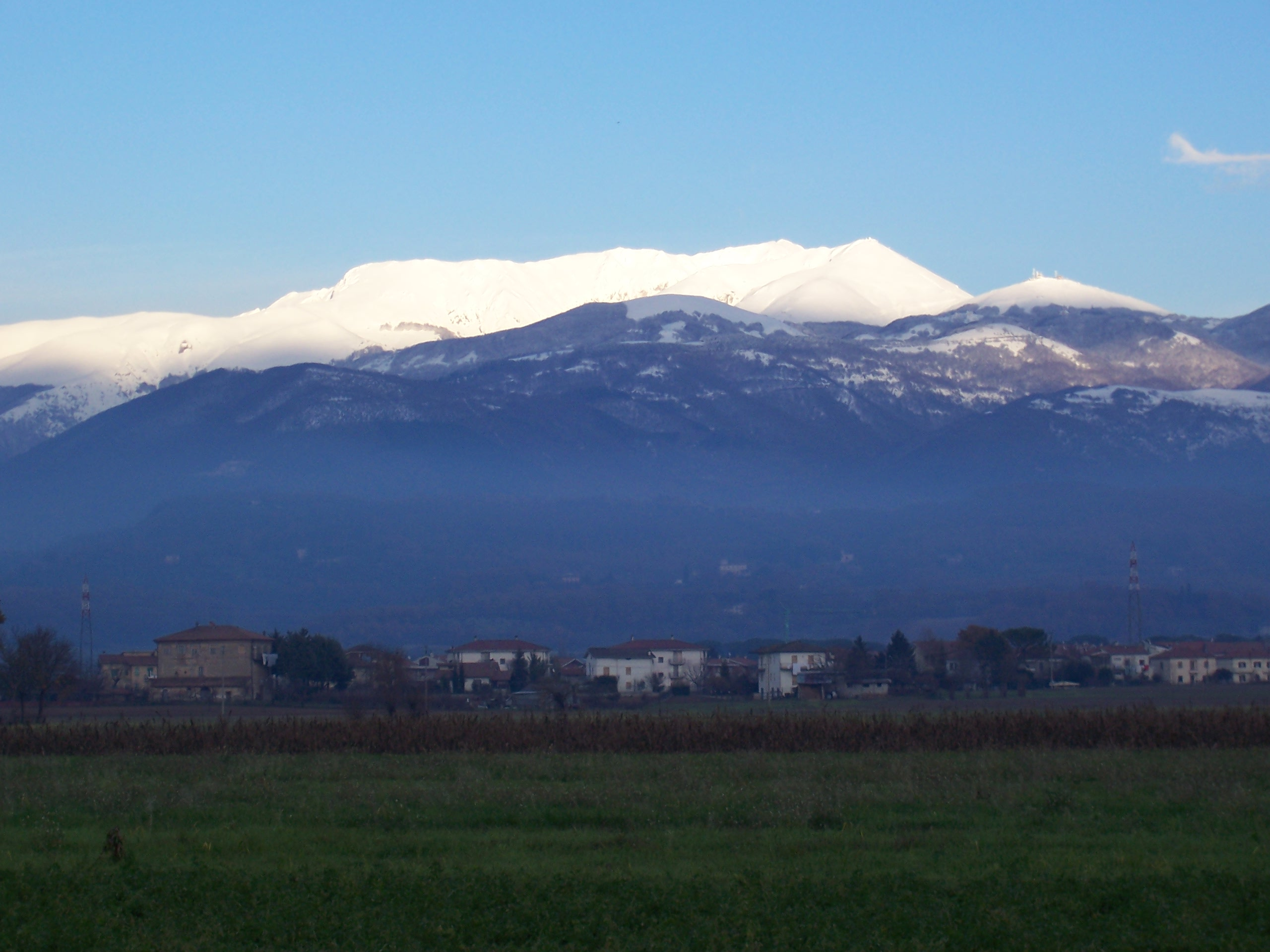
Monte Terminillo

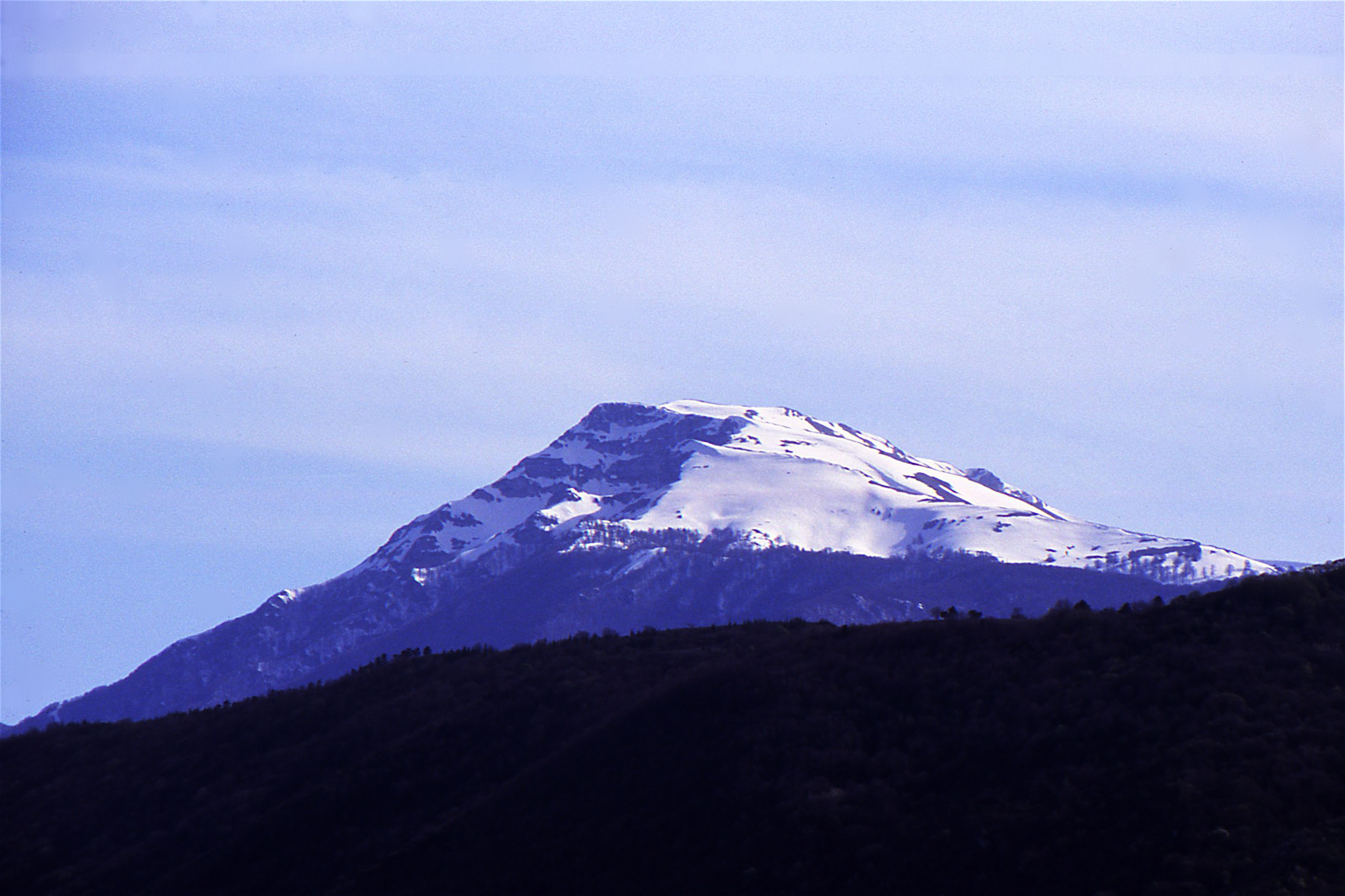
Monte Viglio

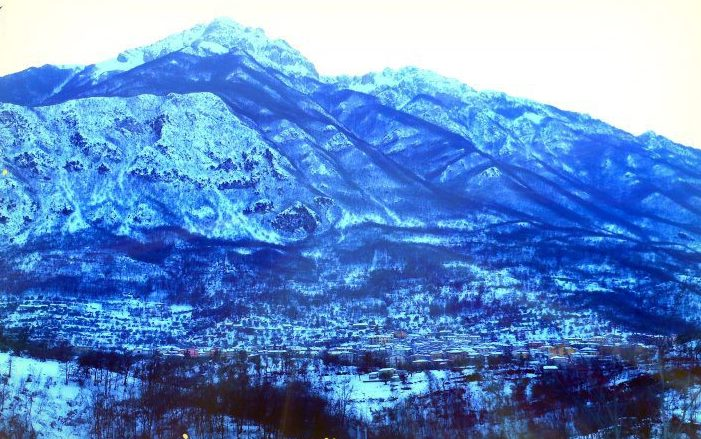
Pizzo Deta

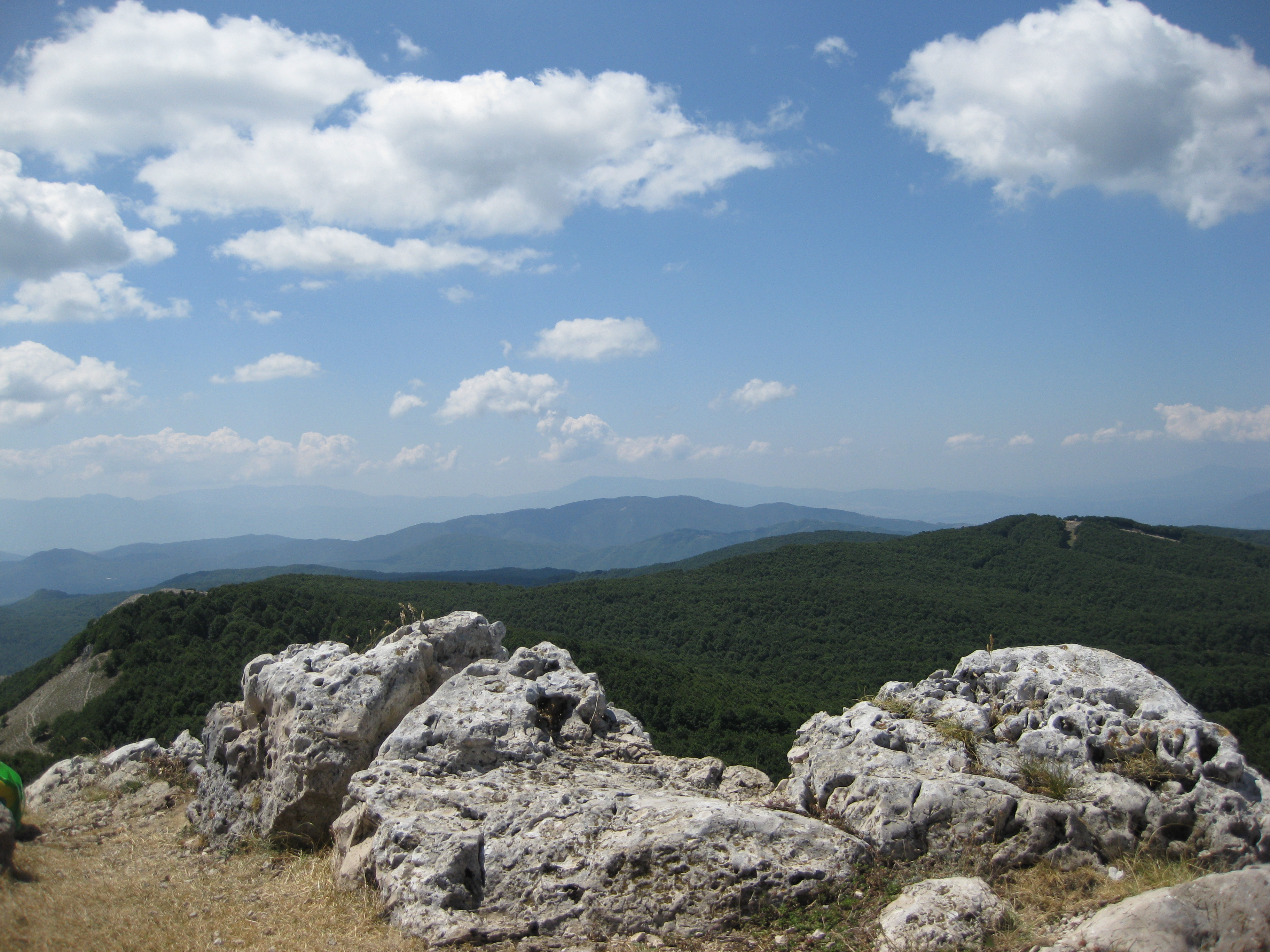
Monte Autore

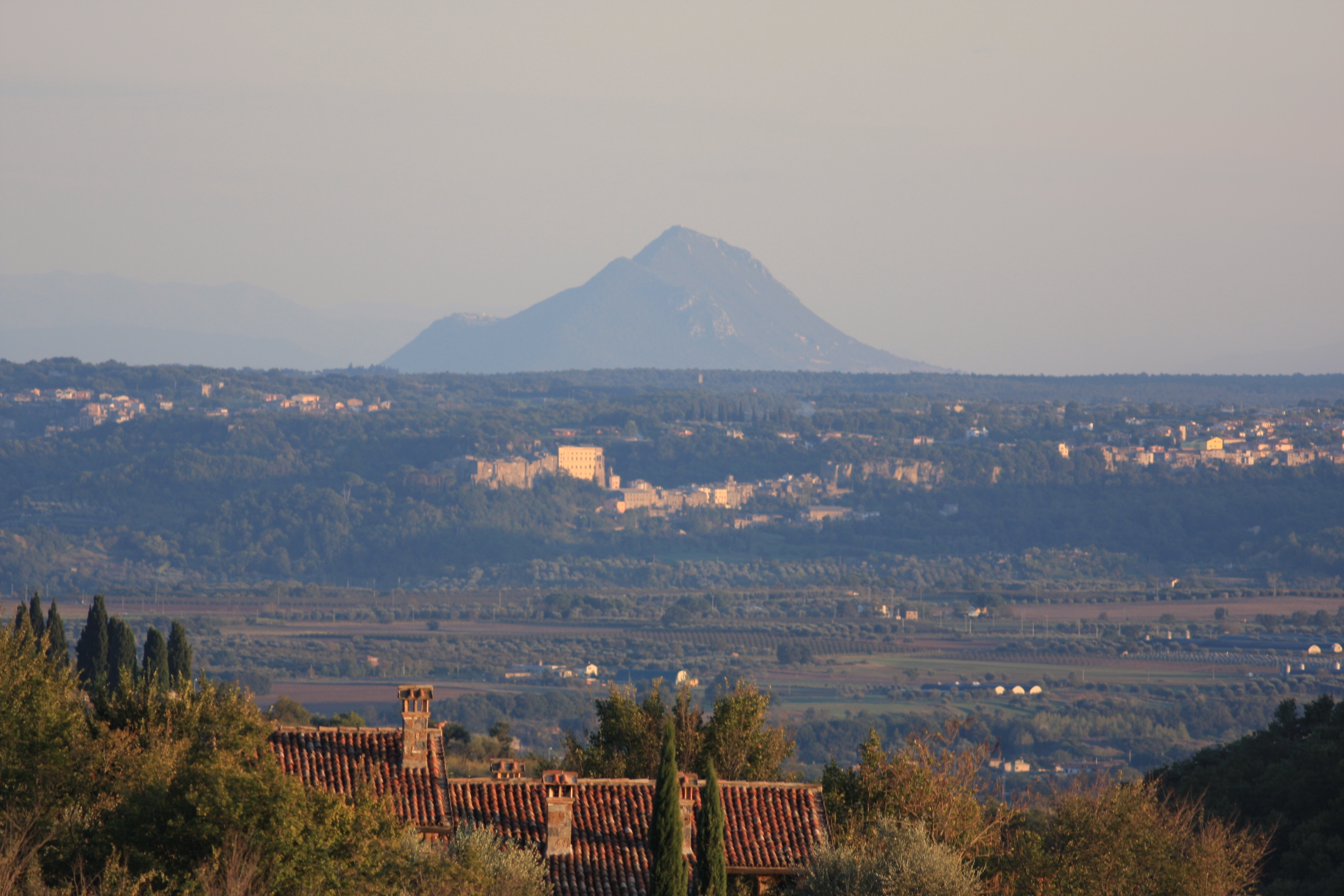
Monte Soratte

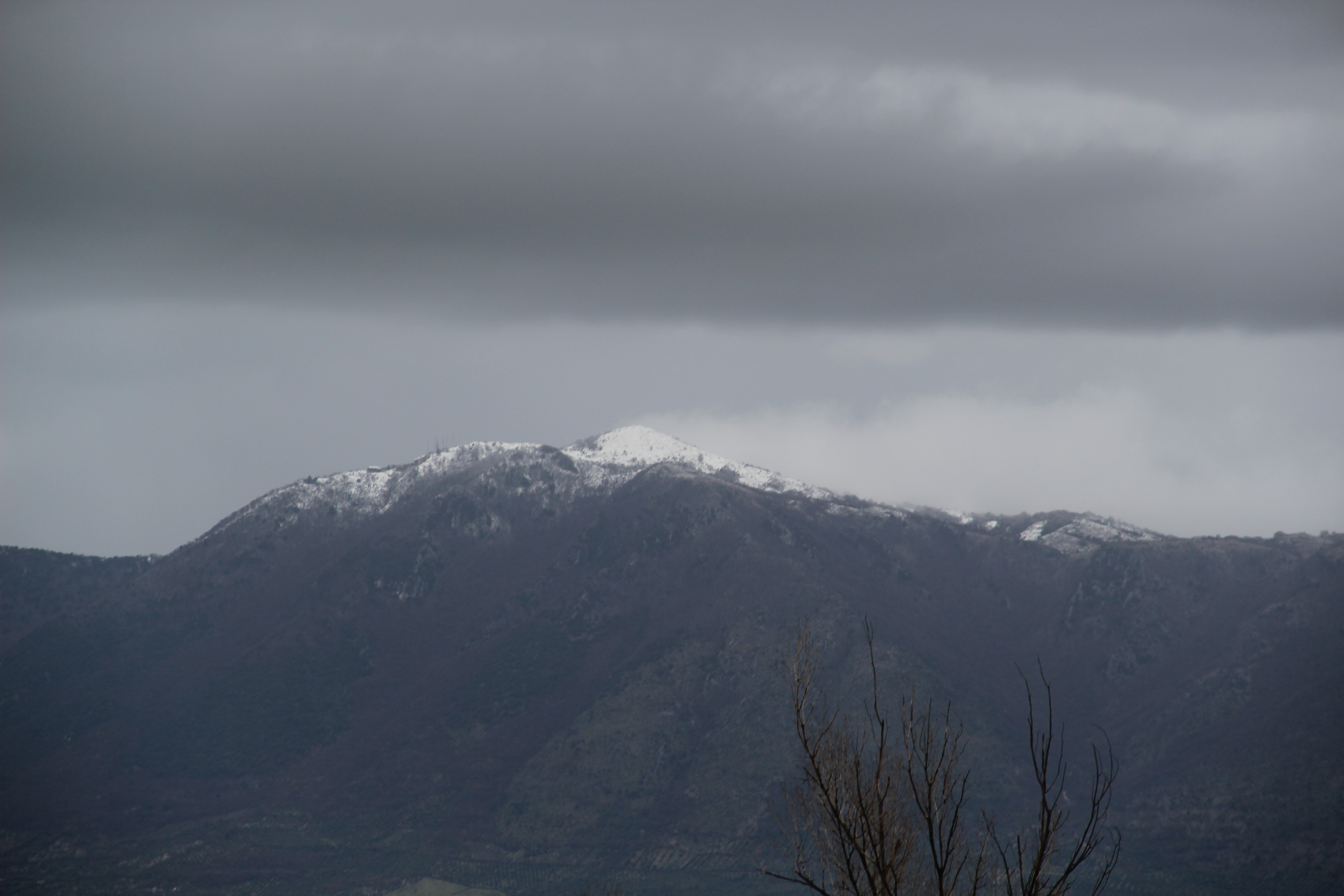
Monte Zappi

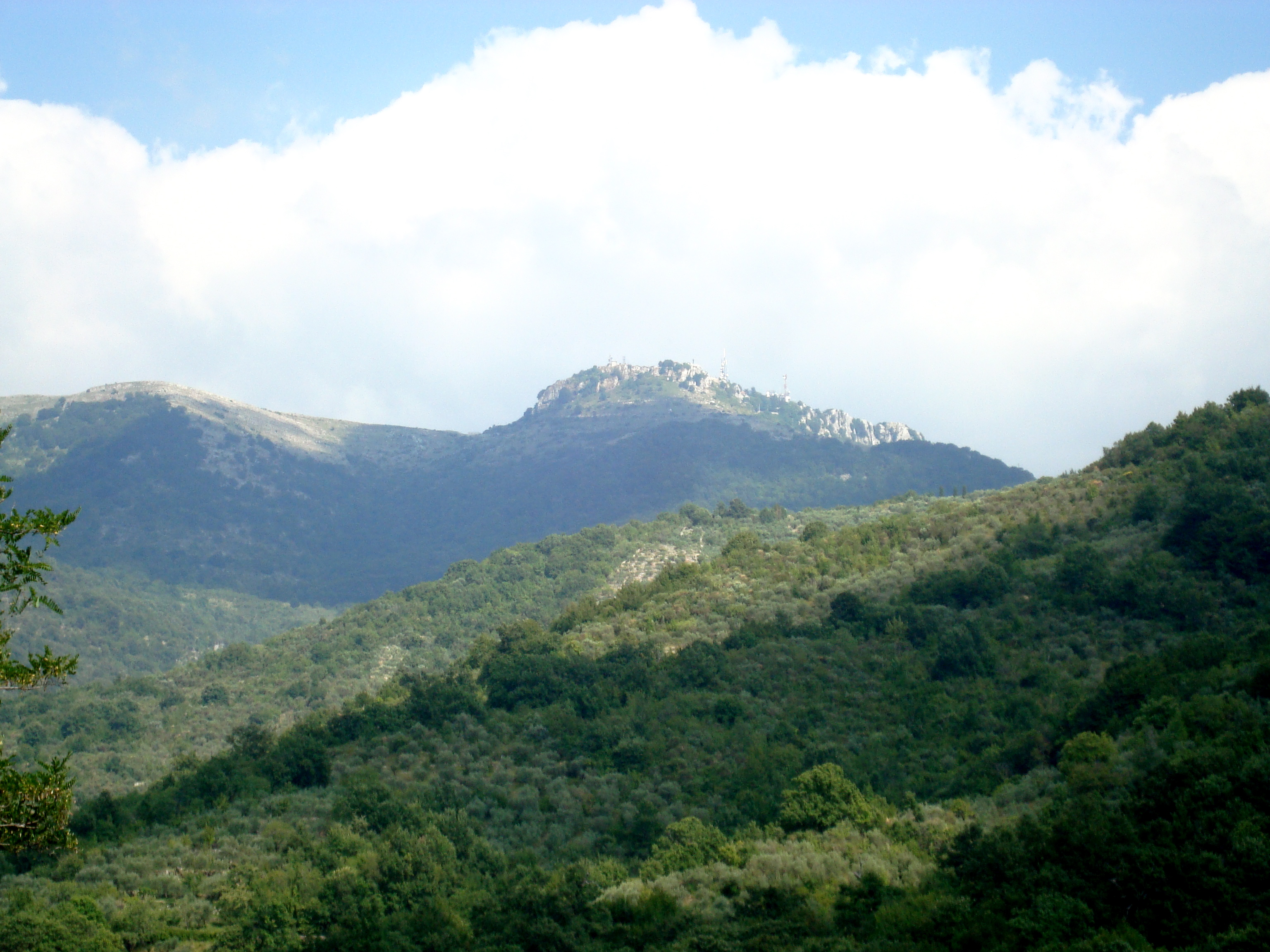
Monte Guadagnolo

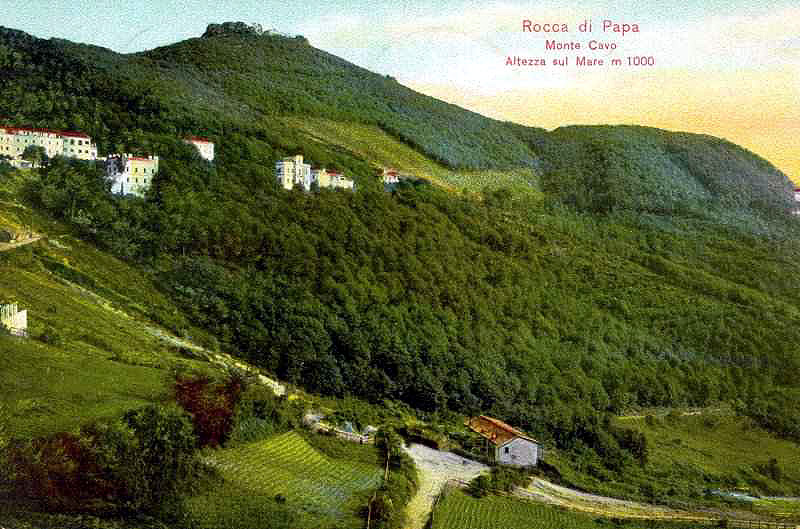
Monte Cavo

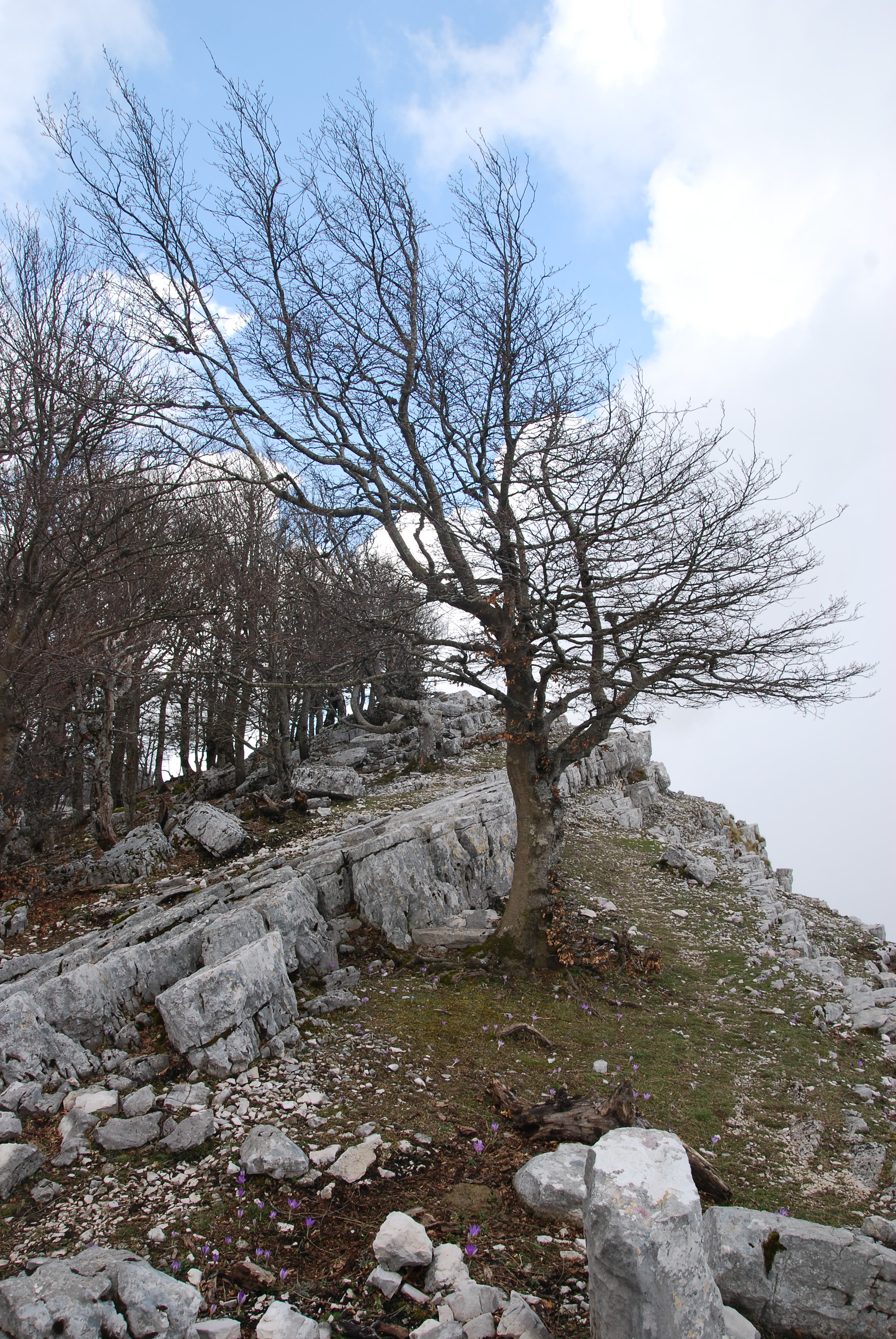
Monte Semprevisa

Il territorio non presenta caratteristiche fisiche omogenee, anzi si caratterizza per la sua eterogeneità, con prevalenza di zone montuose e collinari; le pianure si trovano in prossimità della costa.
È regione prevalentemente collinare: il 54% del suo territorio è occupato da zone collinari, il 26,1% da zone montuose e il restante 20% da pianure. Tutta la fascia costiera è stata originata da intense attività vulcaniche, che si fanno risalire a due vulcani ormai estinti: il Vulcano Sabatino e il Vulcano Laziale.

### Rilievi montuosi
Il territorio del Lazio è costituito da rilievi di varia origine e natura, in parte vulcanici e in parte calcarei, e risulta privo di unità idrografica. Nella regione risultano molti aspetti naturalistici. Nella Tuscia romana si trova una regione caratterizzata da tre apparati vulcanici. La Maremma è interrotta a sud dai monti della Tolfa, anch'esso un apparato vulcanico ormai spento. La Maremma laziale è in gran parte bonificata e si collega alla campagna romana.
A sud del Tevere troviamo i Colli Laziali, ben individuabili per la loro natura vulcanica e l'intensità delle colture. L'Appennino calcareo vero e proprio è rappresentato dai monti Ernici e dai Simbruini, montagne aspre che superano i 2000 m ricche di fenomeni carsici. Il Lazio non dà il proprio nome ad alcuna parte dell'Appennino centrale, non perché non sia attraversato dagli Appennini, quanto perché i rilievi appenninici laziali sono ricompresi in gruppi montuosi, che per estensione ricadono maggiormente nelle regioni limitrofe; segnatamente si tratta della parte meridionale dell'Appennino Umbro-Marchigiano e dell'Appennino Abruzzese. Afferiscono interamente al territorio laziale i rilievi del: subappennino laziale e dell'antiappennino laziale
Partendo dal nord ovest della regione, troviamo tre distinti gruppi montuosi di modeste dimensioni, che fanno parte del sistema antiappeninico laziale: i Monti Volsini, i Monti Cimini e i Monti Sabatini. Caratteristica comune di questi gruppi montuosi è la loro origine vulcanica, testimoniata, oltre che dagli elementi geologici, dalla presenza, in ciascuno di questi, di un lago: il Lago di Bolsena sui Volsini, il Lago di Vico sui Cimini e il Lago di Bracciano sui Sabatini. Afferiscono sempre al sistema antiappeninico i Monti della Tolfa, più vicini alla costa Tirrenica nel tratto tra Civitavecchia e Santa Severa, e il Monte Soratte, che si erge solitario nella media valle del Tevere, poco a nord di Roma.
Nella parte orientale del Lazio si trovano i rilievi più alti della regione, che raggiungono con i Monti della Laga nei 2.458 m del Monte Gorzano il loro punto più alto; si tratta, questa, di una piccola porzione degli Appennini, che corre diagonalmente da nord a sud. Appartengono alla catena occidentale dell'Appennino Abruzzese i gruppi montuosi dei Monti Reatini, i Monti Cantari e i Monti della Meta a cavallo tra Abruzzo e la Provincia di Frosinone, mentre i Monti Sabini, i Monti Lucretili, i Monti Simbruini, i Monti Cantari e i Monti Ernici fanno parte del sistema subappenninico laziale, come vi sono ricompresi anche i Monti Affilani con la cima del Monte delle Pianezze (1.332  m),  i Monti Ruffi con la cima del Monte Costasole (1.253 m), i Monti Prenestini con la cima del Monte Guadagnolo (1.218 m), i Monti Cornicolani e i Monti Tiburtini.
Nel medio Lazio meridionale, partendo dai Colli Albani, troviamo tutta una serie di altri gruppi montuosi che corrono paralleli agli Appennini, appartenenti al gruppo antiappenninico laziale meridionale; si tratta dei Monti Lepini, dei Monti Ausoni e dei Monti Aurunci.
Per le comunicazioni nel sistema dei rilievi montuosi laziali, assumono una particolare rilevanza, il Passo della Torrita e la Sella di Leonessa, entrambi in provincia di Rieti.
Di seguito è riportato in ordine decrescente l'elenco non esaustivo delle vette montuose e dei rilievi, che si elevano nel territorio regionale. 
- Monte Gorzano 2 458 metri, Monti della Laga, provincia di Rieti;
- Cima Lepri 2 445 metri, Monti della Laga, provincia di Rieti;
- Pizzo di Sevo 2 419 metri, Monti della Laga, provincia di Rieti;
- Pizzo di Moscio 2 411 metri, Monti della Laga, provincia di Rieti;
- Monte Meta 2 242 metri, Monti della Meta, provincia di Frosinone;
- Monte Costone 2 239 metri, Montagne della Duchessa, provincia di Rieti;
- Monte Terminillo 2 217 metri, Monti Reatini, provincia di Rieti;
- Monte Murolungo 2 181 metri, Montagne della Duchessa, provincia di Rieti;
- Monte Viglio 2 156 metri, Monti Cantari, provincia di Frosinone;
- Monte Morrone 2 143 metri, Montagne della Duchessa, provincia di Rieti;
- Monte di Cambio 2 081 metri, Monti Reatini, provincia di Rieti;
- Monte del Passeggio 2 063 metri, Monti Ernici, provincia di Frosinone;
- Monte Pizzo Deta 2 041 metri, Monti Ernici, Provincia di Frosinone
- Monte Cotento 2 014 metri, Monti Simbruini, Provincia di Frosinone;
- Punta dell'Uccettù 2 004 metri, Montagne della Duchessa, provincia di Rieti;
- Monte Cornacchia 2 003 metri, Serra Lunga, Provincia di Frosinone
- Monte Ginepro 2 003 metri, Monti Ernici, Provincia di Frosinone
- Monte Cava 2 000 metri, Montagne della Duchessa, provincia di Rieti;
- Monte Ginepro 1 988 metri, Montagne della Duchessa, provincia di Rieti;
- Monte Tarino 1 961 metri, Monti Simbruini, provincia di Frosinone;
- Monte Monna 1 952 metri, Monti Ernici, provincia di Frosinone;
- Monte Pozzoni 1 903 metri, Monti Reatini, provincia di Rieti;
- Monte Nuria 1 888 metri, Monti del Cicolano, provincia di Rieti;
- Monte Autore 1 853 metri, Monti Simbruini, provincia di Roma;
- Monte Giano 1 820 metri, Monti Reatini, provincia di Rieti;
- Monte Cairo 1 669 metri, Massiccio del Monte Cairo, provincia di Frosinone;
- Monte La Serra 1 607 metri, Monti del Cicolano, provincia di Rieti;
- Monte Calvo 1 591 metri, Monti Simbruini, provincia di Roma;
- Monte Semprevisa 1 536 metri, Monti Lepini, provincia di Roma e provincia di Latina;
- Monte Petrella 1 533 metri, Monti Aurunci, provincia di Frosinone;
- Monte Navegna 1 508 metri, Monti Carseolani, provincia di Rieti;
- Monte Livata 1 429 metri, provincia di Roma;
- Monte Scalambra 1 420 metri, Monti Ernici, provincia di Roma e provincia di Frosinone;
- Monte Sant'Angelo 1 402 metri, Monti Aurunci, provincia di Latina;
- Monte Lupone 1 378 metri, Monti Lepini, provincia di Latina;
- Monte Pellecchia 1 368 metri, Monti Lucretili, provincia di Rieti;
- Monte delle Pianezze 1 332 metri, Monti Affilani, provincia di Roma;
- Monte Ruazzo 1 314 metri, Monti Aurunci, provincia di Latina;
- Monte Tancia 1 292 metri, Monti Sabini, provincia di Rieti;
- Monte Pizzuto 1 288 metri, Monti Sabini, provincia di Rieti;
- Monte Revole 1 285 metri, Monti Aurunci, provincia di Latina;
- Monte Zappi 1 272 metri, Monti Lucretili, provincia di Roma;
- Monte Altino 1 267 metri, provincia di Latina;
- Monte Faggeto 1 256 metri, Monti Aurunci, provincia di Latina e provincia di Frosinone;
- Monte Costasole 1 253 metri, Monti Ruffi, Provincia di Roma;
- Monte Guadagnolo 1 218 metri, Monti Prenestini, provincia di Roma;
- Monte Serrapopolo 1 186 metri, Monti Lucretili, Provincia di Rieti
- Monte Fammera 1 166 metri, Monti Aurunci, provincia di Latina e provincia di Frosinone;
- Monte Calvilli 1 116 metri, Monti Ausoni, provincia di Latina e provincia di Frosinone;
- Monte Trina 1 062 metri, Monti Aurunci, provincia di Latina e provincia di Frosinone;
- Monte Cimino 1 053 metri, Monti Cimini, provincia di Viterbo;
- Monte Tuonaco 1 016 metri, Monti Aurunci, provincia di Latina;
- Monte Cervello 1 004 metri, Monti Aurunci, provincia di Latina;
- Monte Le Vele 956 metri, Monti Aurunci, provincia di Latina;
- Maschio delle Faete 956 metri, Colli Albani, provincia di Roma;
- Monte Cavo 949 metri, Colli Albani, provincia di Roma;
- Colle Abate 919 metri, provincia di Frosinone;
- Monte Appiolo 901 metri, Monti Aurunci, provincia di Latina;
- Maschio dell'Ariano 891 metri, Colli Albani, provincia di Roma;
- Monte Venere 851 metri, Monti Cimini, provincia di Viterbo;
- Monte Artemisio 812 metri, Colli Albani, provincia di Roma;
- Monte Crispi 802 metri, Monti Aurunci, provincia di Latina;
- Colle Cerrito Piano 795 metri, Monti Tiburtini, provincia di Roma;
- Monte Rufeno 734 metri, provincia di Viterbo;
- Monte Soratte 691 metri, provincia di Roma;
- Poggio del Torrone 690 metri, Monti Volsini, provincia di Viterbo;
- Monte Fusco 673 metri, Monti Aurunci, provincia di Frosinone;
- Monte Tuscolo 670 metri, Colli Albani, provincia di Roma;
- Monte Maggiore 633 metri, Monti della Tolfa, provincia di Roma;
- Poggio Montione 612 metri, Monti Volsini, provincia di Viterbo;
- Monte Rocca Romana 612 metri, Monti Sabatini, provincia di Roma;
- Monte Elceto 609 metri, Monti della Tolfa, provincia di Roma.

### Gruppi collinari
Il Lazio è una regione prevalentemente collinare, con oltre il 50% del proprio territorio compreso tra i 200 e i 600 m s.l.m. convenzionalmente considerate colline. Se poi si considera che, anche quando si parla di catene montuose, in effetti si è di fronte a rilievi che superano di poco i 600 metri, dal profilo non così impervio come vorrebbe la definizione di montagna, probabilmente la percentuale collinare potrebbe essere ancora più alta.

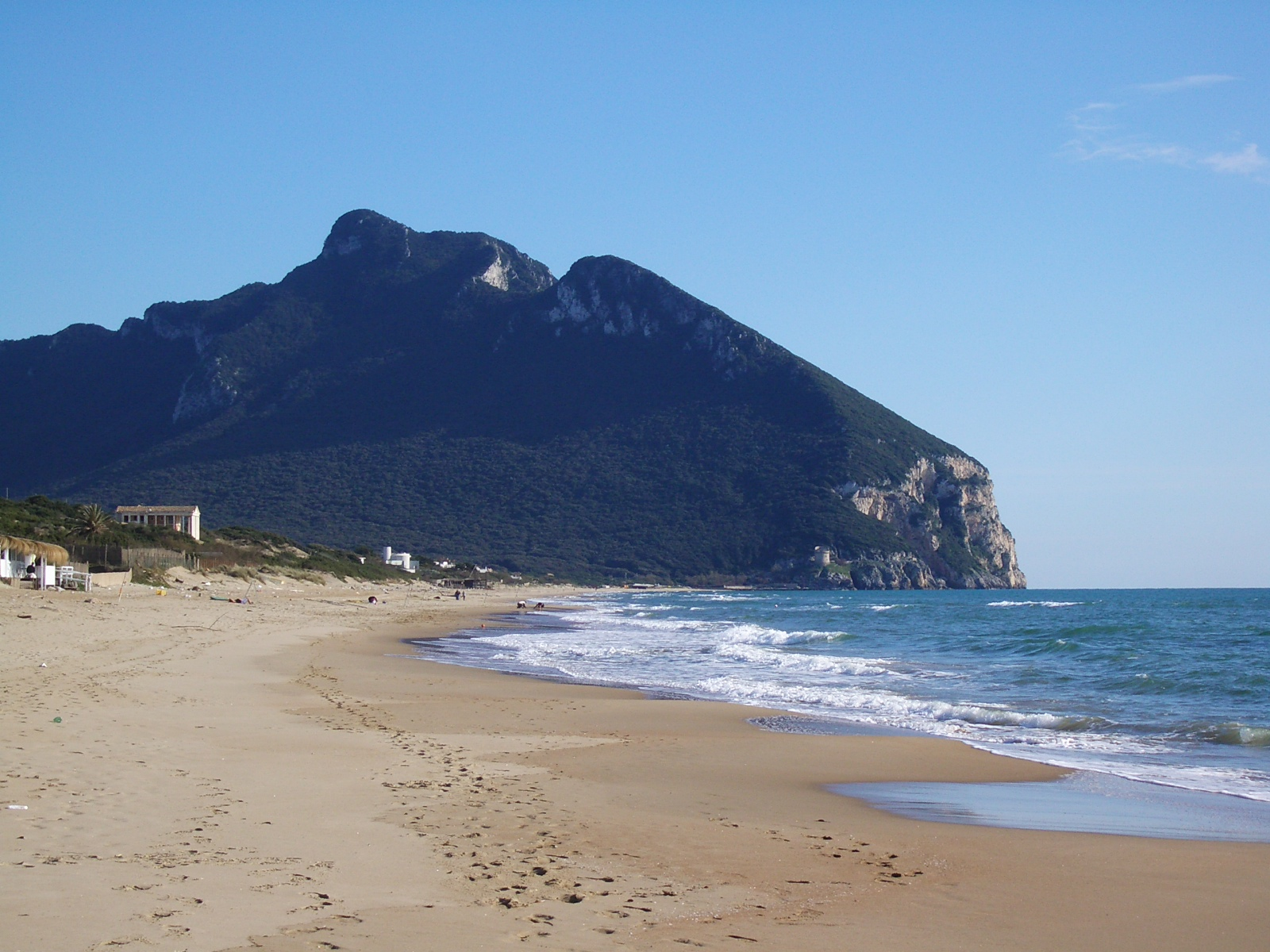
Il Circeo visto da Sabaudia

In Provincia di Viterbo si colloca la zona collinare dell'Alta Tuscia, dal territorio di origine vulcanica, corrispondente alle zone limitrofe alla Toscana e al Lago di Bolsena; quanto ai Monti della Tolfa, tra Civitavecchia e Santa Severa, e ai Monti Volsini, che coronano a nord il Lago di Bolsena, siamo al limite delle definizioni di colline e montagne.
Arrivando in Provincia di Roma, a circa 20 chilometri a nord-est da Roma, si trovano i Monti Cornicolani, in realtà delle alture collinari, che non superano i 415 m s.l.m. del Poggio Cesi. Se tanti cosiddetti monti laziali, in realtà non arrivano ai canonici 600 m s.l.m., la storica zona dei Colli Albani, che dominano Roma, e tanta parte hanno avuto nella sua storia, raggiungono nel suo punto più alto del Maschio delle Faete i 965 m s.l.m., inserendosi a buon diritto tra i gruppi montuosi del Lazio.
Più a sud, lungo la fascia costiera, si erge solitario il Circeo, che a dispetto del nome e della tradizione antichissima, con i suoi 541 metri di altezza, si deve annoverare tra i gruppi collinari della regione.

### Pianure

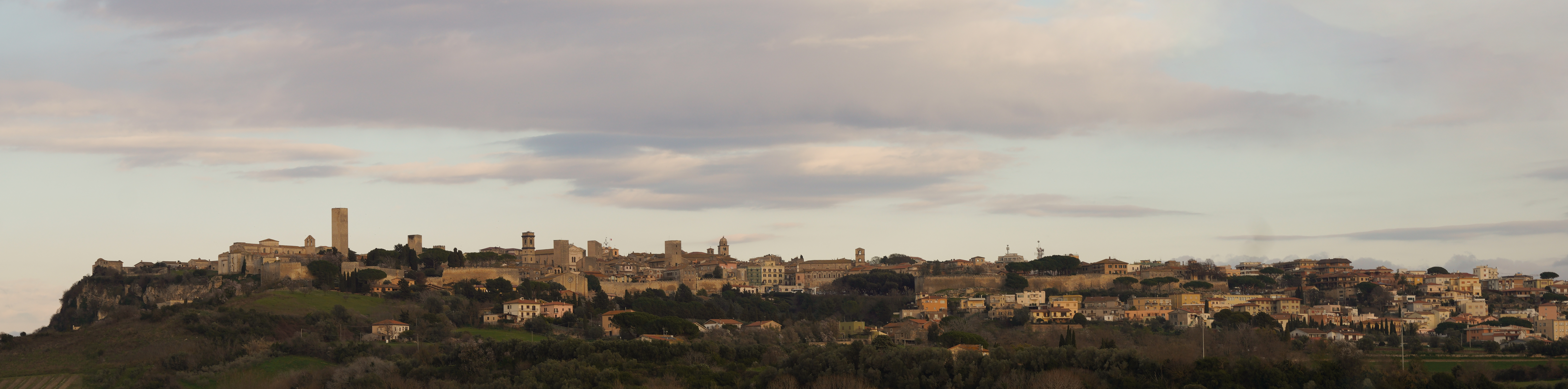
Maremma laziale presso Tarquinia

Le pianure laziali corrono lungo la costa e i principali fiumi della regione.
Seguendo la fascia costiera, procedendo da nord verso sud, si incontrano le zone pianeggianti della Maremma laziale, tutta la zona pianeggiante intorno a Roma, spesso indicata come Campagna romana, rispetto alla quale si deve più precisamente parlare di Agro Romano, che confluisce quasi senza soluzione di continuità nell'Agro Pontino (in effetti a seguito della bonifica operata tra il 1930 e il 1940, che ne ha bonificato le paludi, si tratta di una differenza più storica che geografica), con il quale si indica la zona costiera compresa tra i Colli Albani e i Monti Lepini.
Altre principali zone pianeggianti del Lazio seguono i principali corsi d'acqua, quali il Tevere e l'Aniene, a nord e ad est di Roma, il Sacco e il Liri nel sud del Lazio, e il Velino a nord-est (la Piana di San Vittorino e la Piana Reatina, che ebbe origine dal prosciugamento del lago che anticamente era formato dal fiume con il taglio delle Marmore).

### Coste

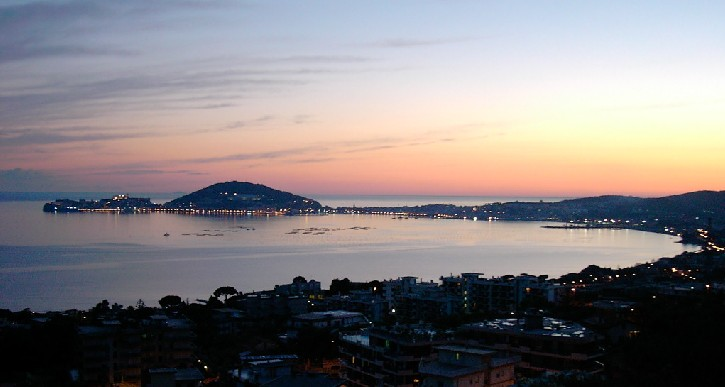
Il Golfo di Gaeta.

Le coste laziali sono molto regolari, basse e sabbiose; nonostante questo sono presenti delle "sporgenze", come il Capo Linaro a sud di Civitavecchia e la foce del Tevere tra i comuni di Roma e Fiumicino.
Più a sud del Tevere si trovano, in successione, il promontorio di Anzio e Nettuno, il Monte Circeo che si erge isolato tra mare e terra, e il promontorio di Gaeta, segnalato dai 171 metri del Monte Orlando, in prossimità del confine con la Campania, questi ultimi due delimitano l'unico golfo, quello di Gaeta, di rilievo lungo le coste laziali.

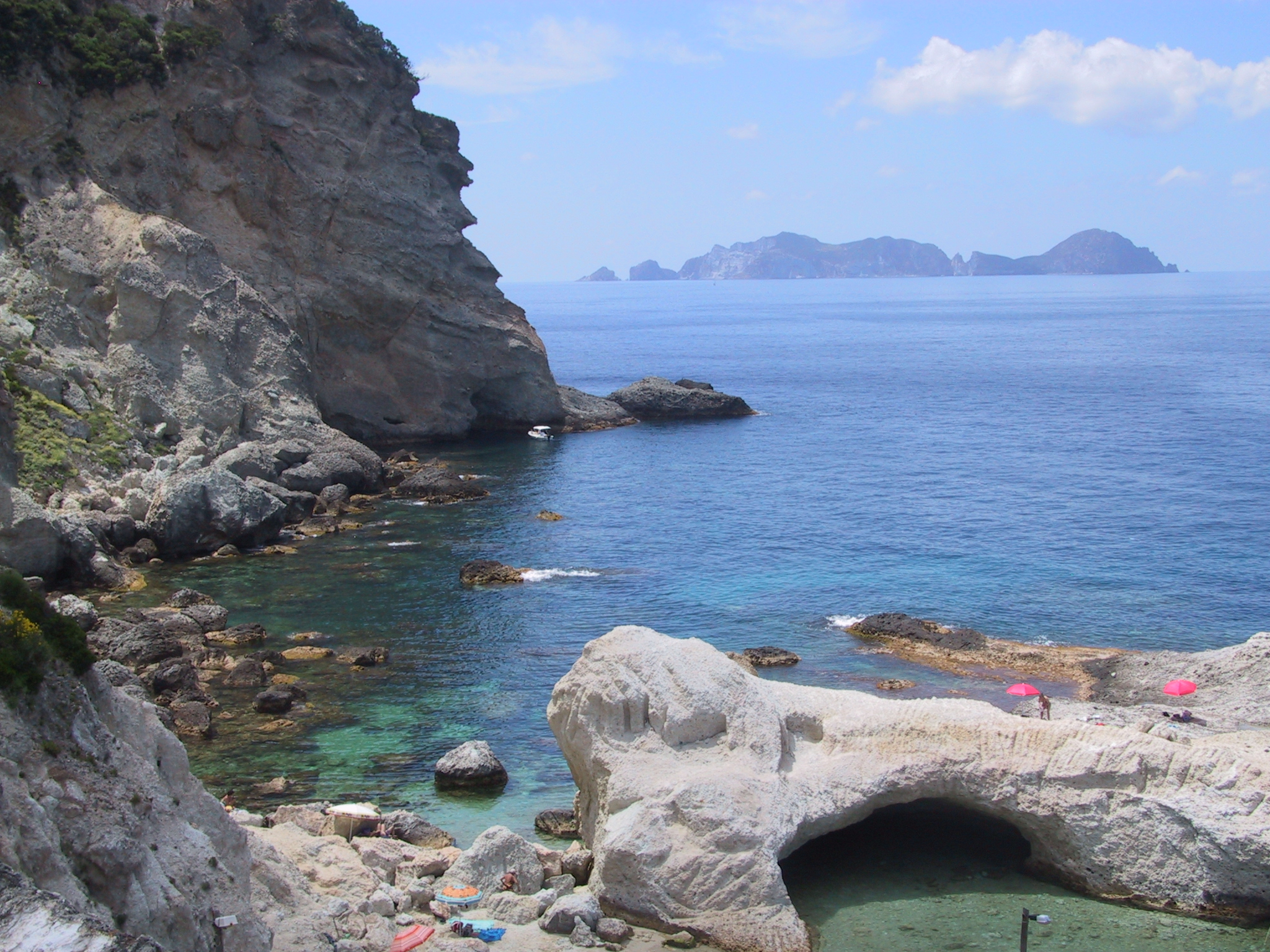
Cala fonte a Ponza e Palmarola sullo sfondo.

### Isole

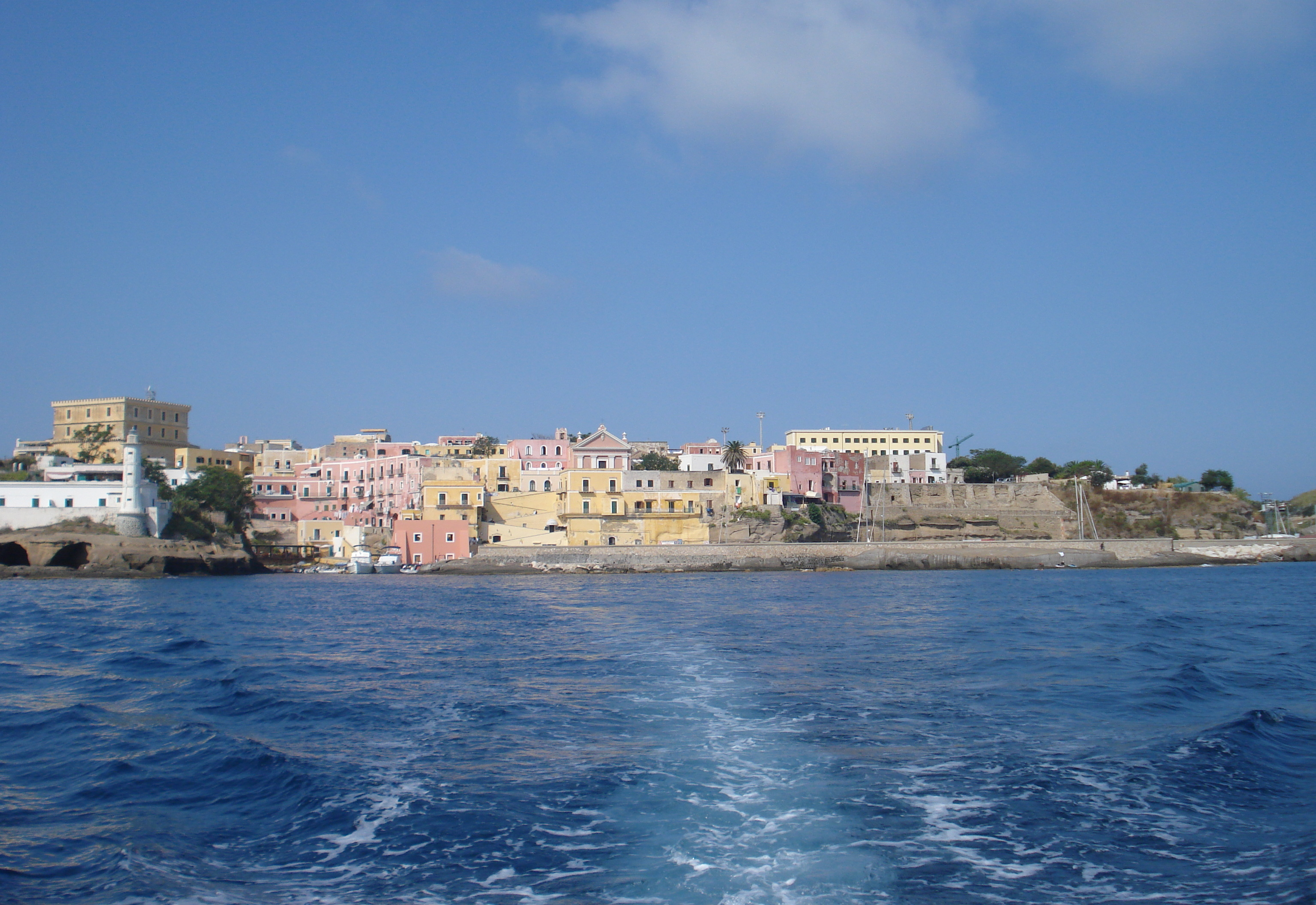
Isola di Ventotene

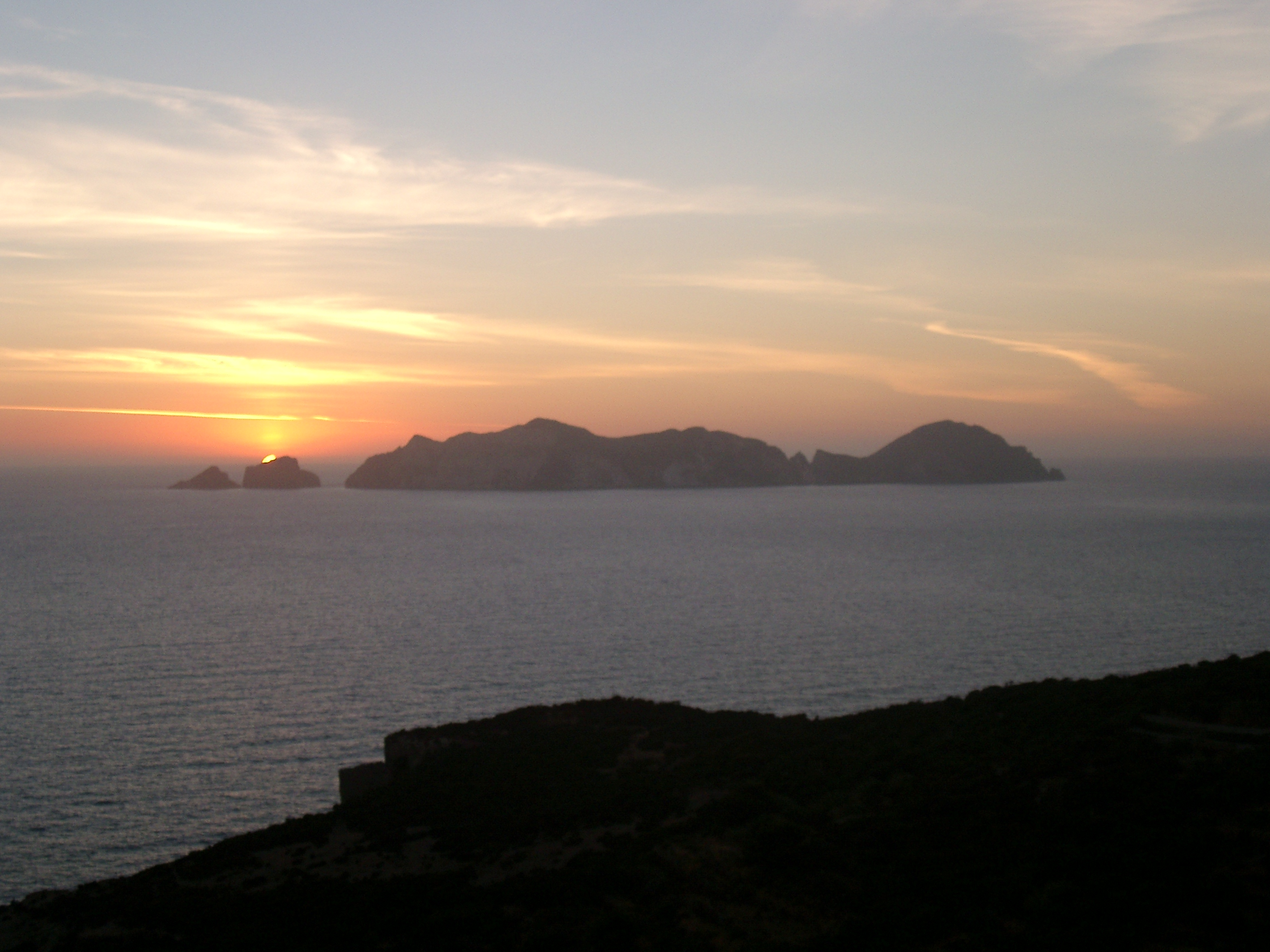
Isola di Palmarola

Appartengono al territorio regionale anche le sei isole che formano l'arcipelago pontino, appartenenti alla provincia di Latina, che si trovano al largo delle coste del golfo di Gaeta.
Oltre alle isole ponziane, il Lazio annovera le due isole lacustri del Lago di Bolsena, la Bisentina e la Martana le due isole fluviali dell'Isola Sacra e della ben più famosa e importante Isola Tiberina.
Di seguito è riportato l'elenco delle isole, secche, capi e promontori che si trovano nel territorio regionale.
Isole
- Isola di Ponza, 7,5 km², provincia di Latina
- Isola di Ventotene, 1,89 km², provincia di Latina
- Isola di Palmarola, 1,0 km², provincia di Latina
- Isola di Zannone, 0,9 km², provincia di Latina
- Isola di Santo Stefano, 0,29 km², provincia di Latina
- Isola di Gavi, provincia di Latina

Secche e scogli affioranti
- Secche di Macchiatonda
- Secche di Torre Flavia
- Secche di Tor Paterno

Capi e promontori
- Promontorio del Circeo, provincia di Latina
- Capo Linaro, provincia di Roma
- Promontorio del Monte Orlando, provincia di Latina
- Promontorio di Scauri, provincia di Latina
- Capo di Torre Astura, provincia di Roma

Spiagge e cale
- Capocotta, provincia di Roma

## Idrografia

### Fiumi

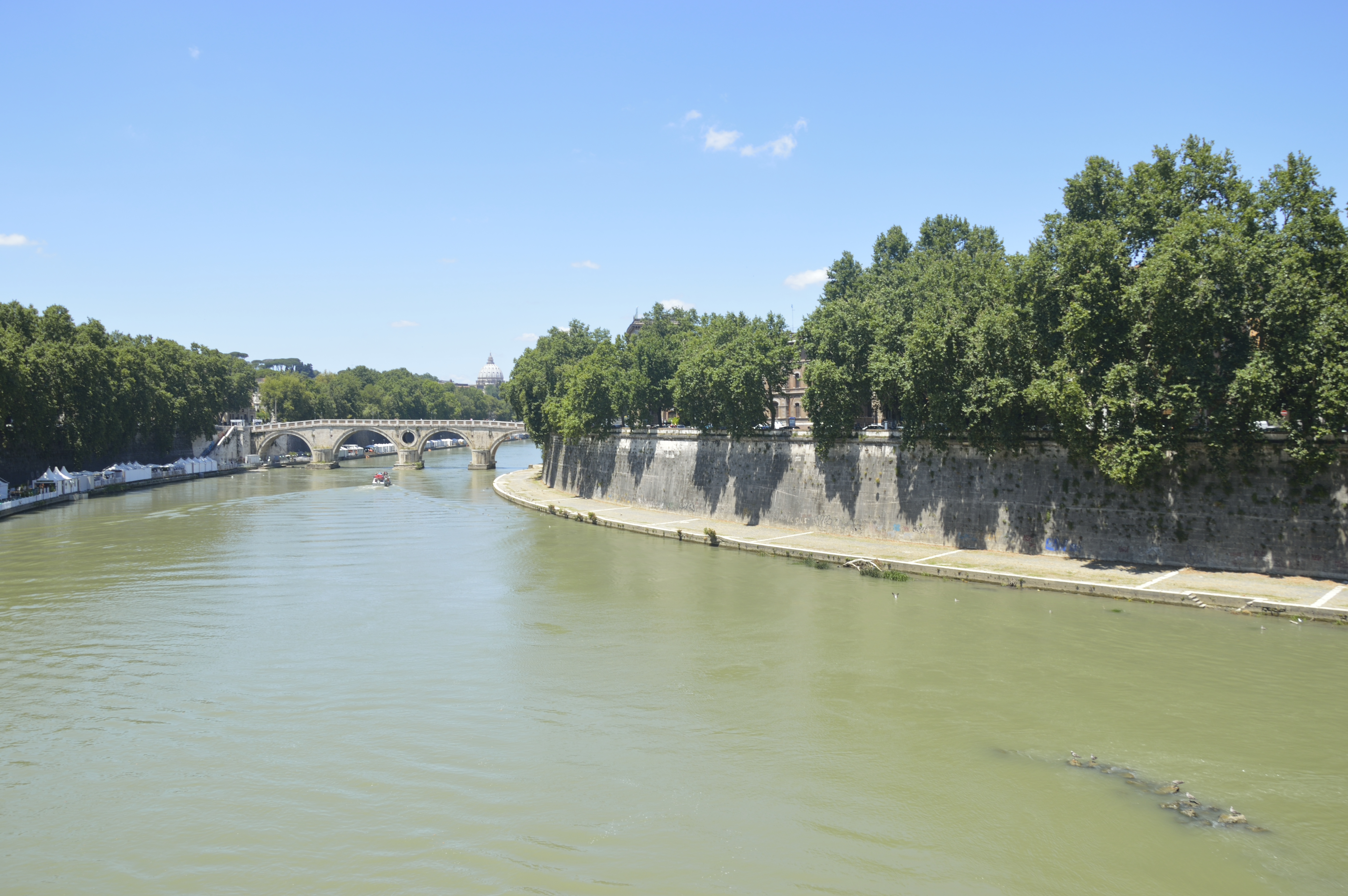
Fiume Tevere a Roma

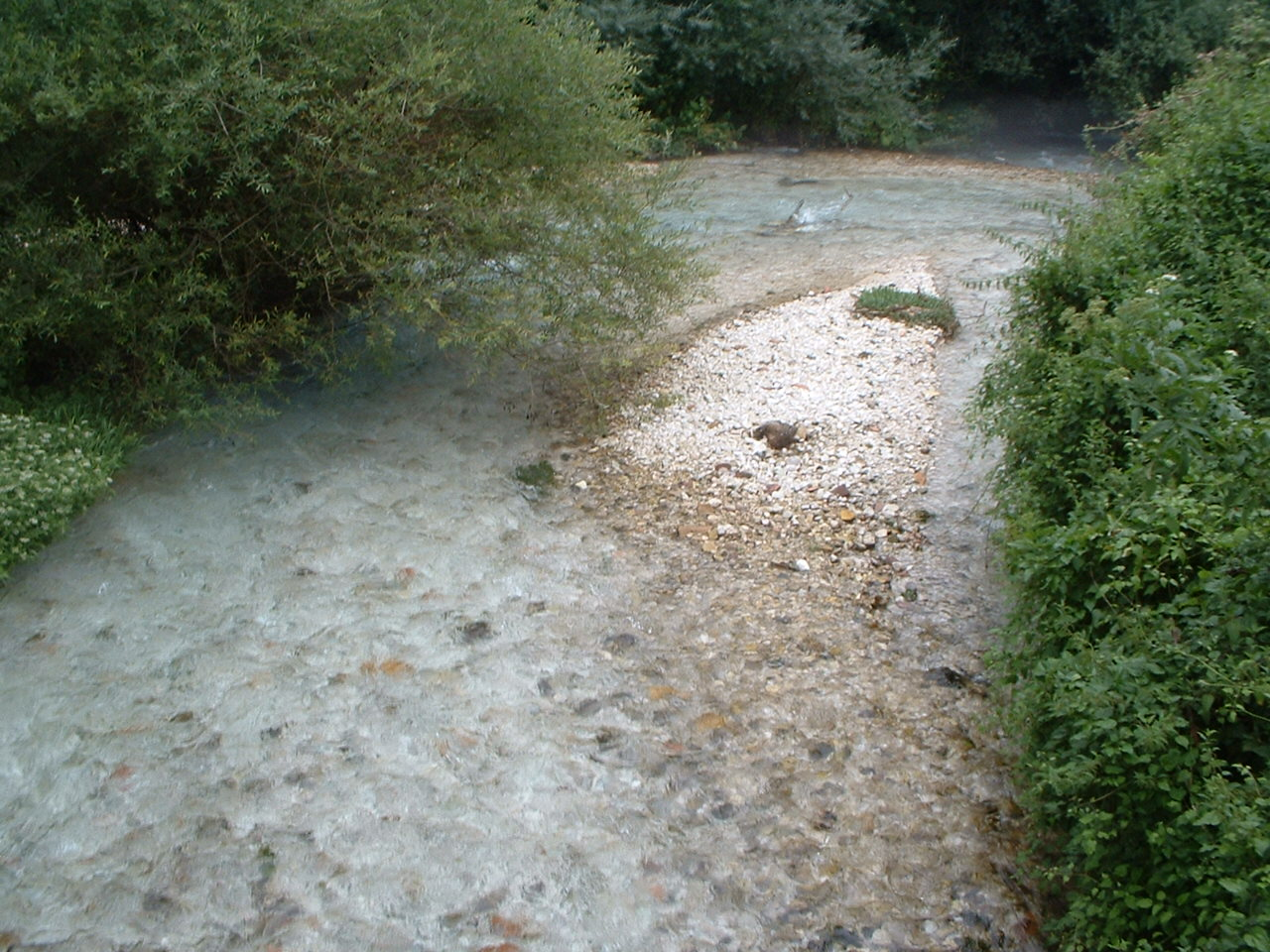
Fiume Nera

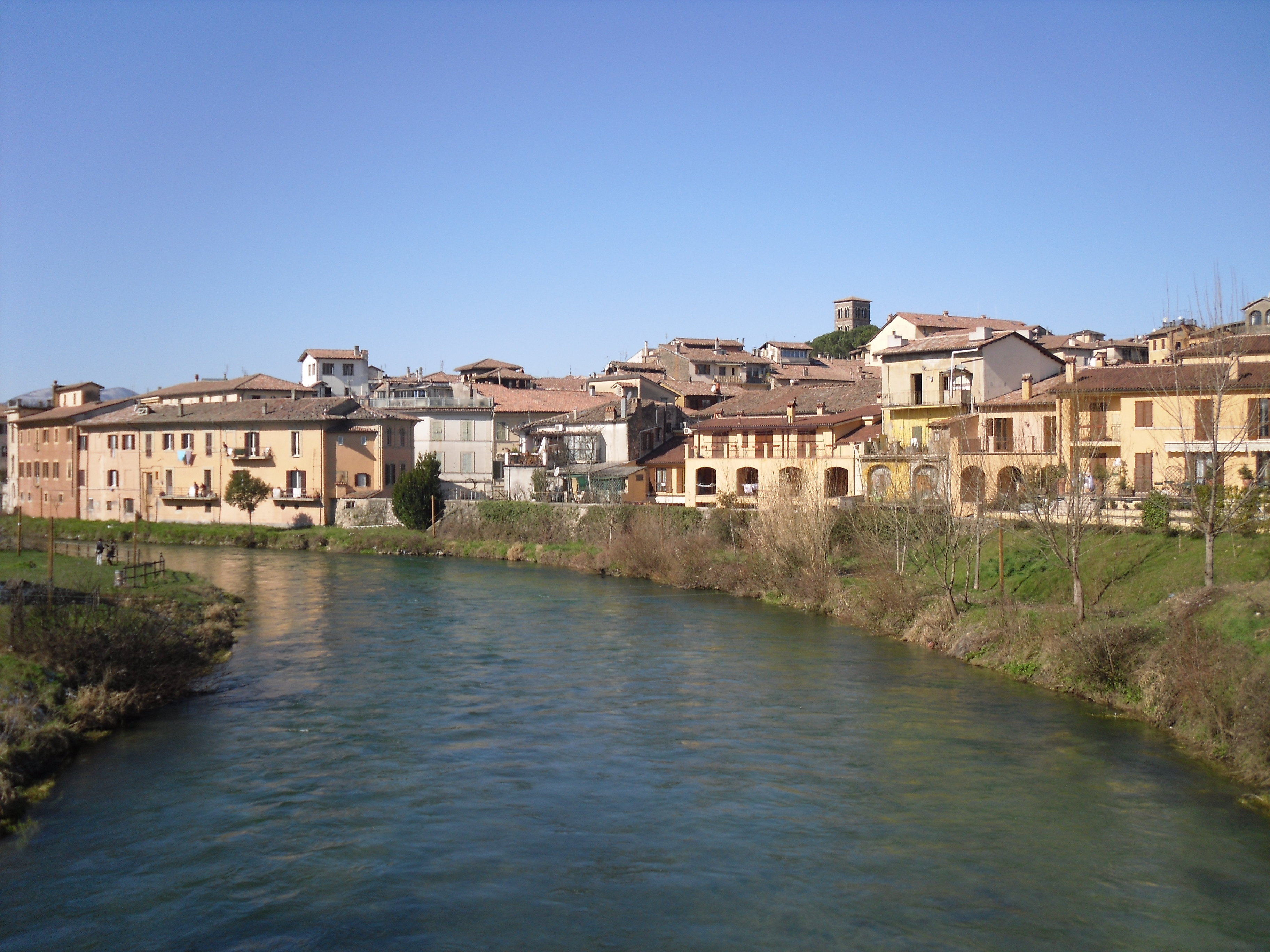
Velino a Rieti

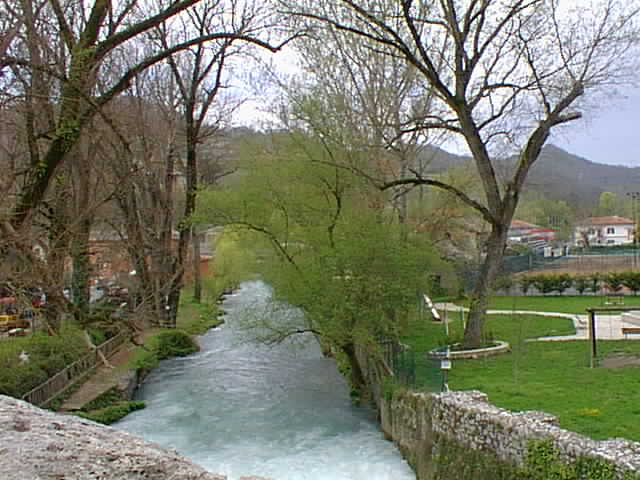
Fiume Aniene a Subiaco

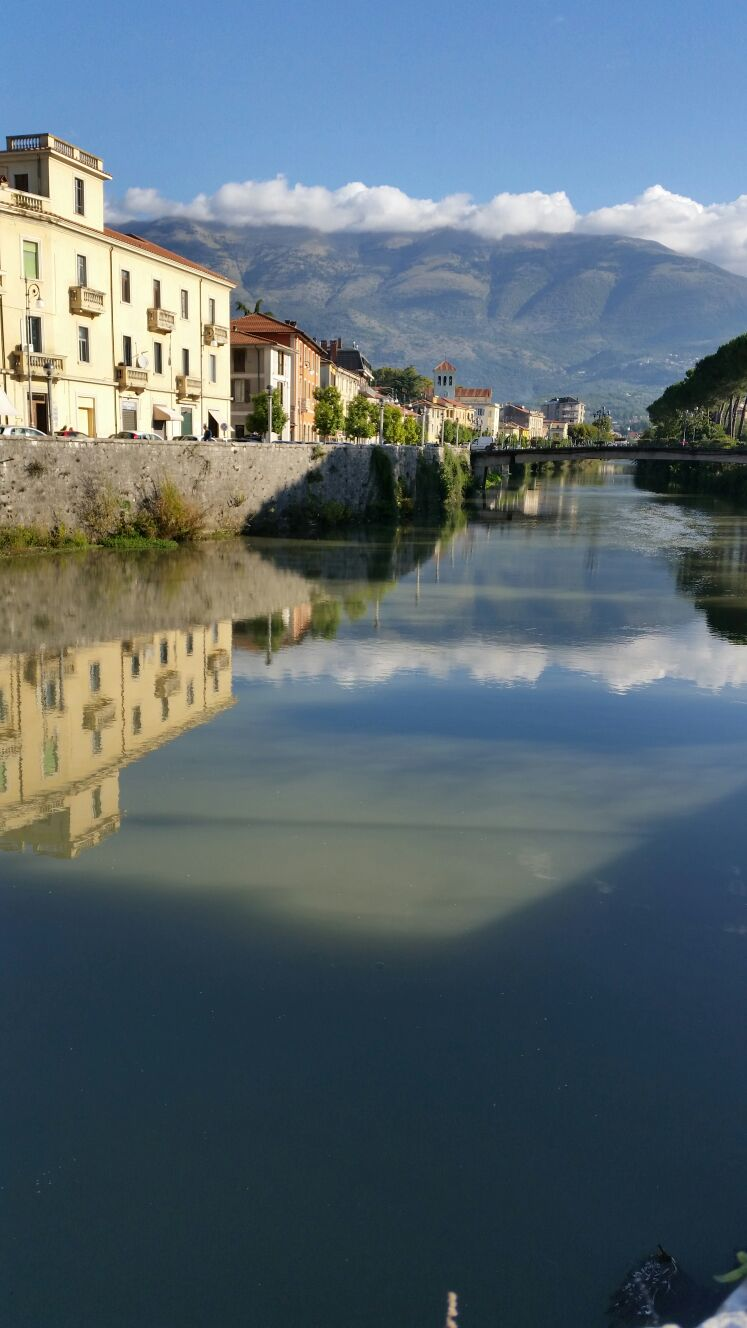
Fiume Liri

Il Tevere è il maggiore fiume della regione; vi arriva dall'Umbria, prima con un andamento verso sud-est, ma che poi piega, verso sud-ovest, per attraversare tutto l'agro romano fino al mare. I principali tributari del Tevere sono il Paglia e il Treja, dalla parte destra, e il Nera e l'Aniene dalla parte sinistra.
Più a sud, con un andamento che ricorda quello del Tevere troviamo il Sacco e il Liri-Garigliano, mentre nella parte settentrionale della regione si trovano altri fiumi minori come la Fiora, la Marta e l'Arrone, che scendono direttamente al mare con un corso relativamente breve.
Di seguito è riportato l'elenco dei corsi d'acqua che attraversano il territorio del Lazio. L'ordine è stabilito in modo decrescente in base alla lunghezza totale di ciascun fiume, indipendentemente dall'ubicazione geografica della propria foce e dai chilometri percorsi nel territorio regionale.
- Tevere 405 km: provincia di Roma e provincia di Rieti
- Liri 120 km: provincia di Frosinone
- Nera 116 km: provincia di Viterbo
- Aniene 99 km: provincia di Roma e provincia di Frosinone
- Tronto 93 km: provincia di Rieti
- Turano 90 km: provincia di Rieti
- Velino 90 km: provincia di Rieti
- Sacco 87 km: provincia di Roma e provincia di Frosinone
- Paglia 86 km: provincia di Viterbo
- Fiora 80 km: provincia di Viterbo
- Mignone 62 km: provincia di Viterbo
- Corno 56 km: provincia di Rieti
- Salto 55 km: provincia di Rieti
- Marta 54 km: provincia di Viterbo
- Arrone (torrente) 44 km: provincia di Viterbo
- Amaseno 40 km: provincia di Frosinone e provincia di Latina
- Canale emissario del Lago di Burano circa 40 km: provincia di Viterbo
- Melfa 40 km: provincia di Frosinone
- Rapido circa 40 km: provincia di Frosinone
- Garigliano 38 km: provincia di Frosinone e provincia di Latina
- Arrone 37 km: provincia di Roma
- Cremera 36,7 km: provincia di Roma
- Treja 36,7 km: provincia di Roma e provincia di Viterbo
- Aia (torrente) 31 km: provincia di Rieti
- Ufente 30 km: provincia di Latina
- Amaseno (torrente) 28 km: provincia di Frosinone
- Farfa 25 km: provincia di Roma e provincia di Rieti
- Chiarone circa 20 km: provincia di Viterbo
- Ausente (torrente) 18 km: provincia di Frosinone e provincia di Latina
- Alabro 16 km: provincia di Frosinone
- Marangone 14 km: provincia di Roma
- Fibreno 12,8 km: provincia di Frosinone
- Monteacuto 11 km: provincia di Frosinone e provincia di Latina
- Portatore 5,7 km: provincia di Latina
- Almone n.d. km: provincia di Roma
- Cosa n.d. km: provincia di Frosinone
- Marranella n.d. km: provincia di Roma
- Pratolungo n.d. km: provincia di Roma
- Torrente Biedano n.d. km: provincia di Viterbo
- Astura 18 km circa: provincia di Roma e provincia di Latina
- Fosso Trentani n.d. km: provincia di Roma
- Fosso di S. Anatolia n.d. km: Provincia di Roma e provincia di Latina
- Fosso della Crocetta n.d. km: Provincia di Roma e provincia di Latina

### Laghi

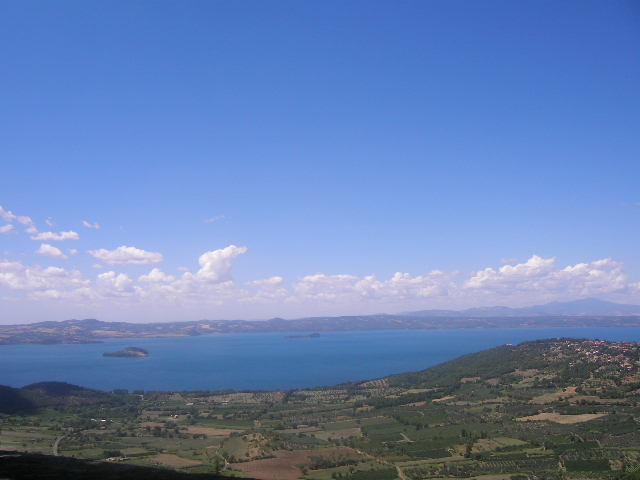
Lago di Bolsena visto da Montefiascone.

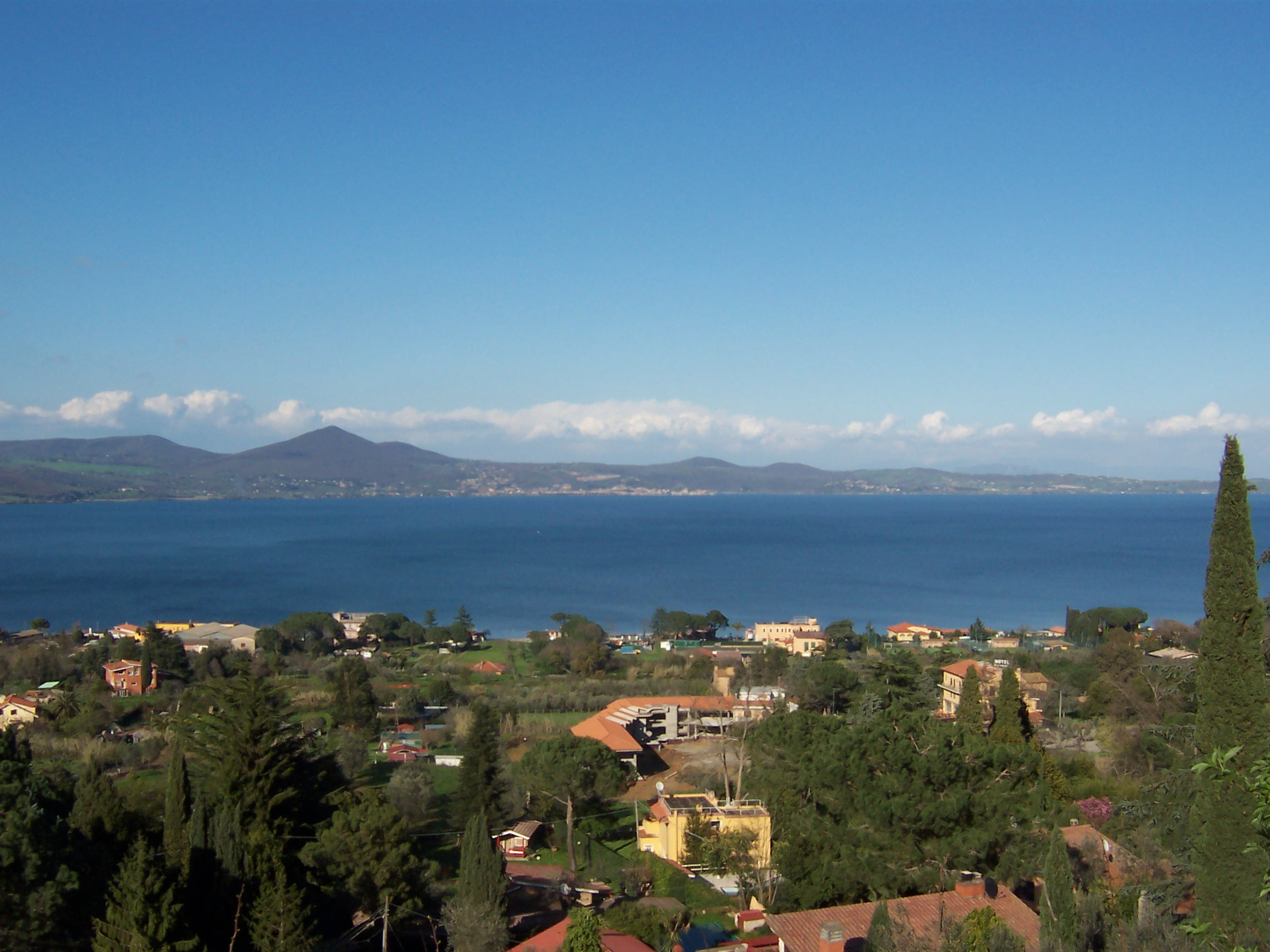
Lago di Bracciano

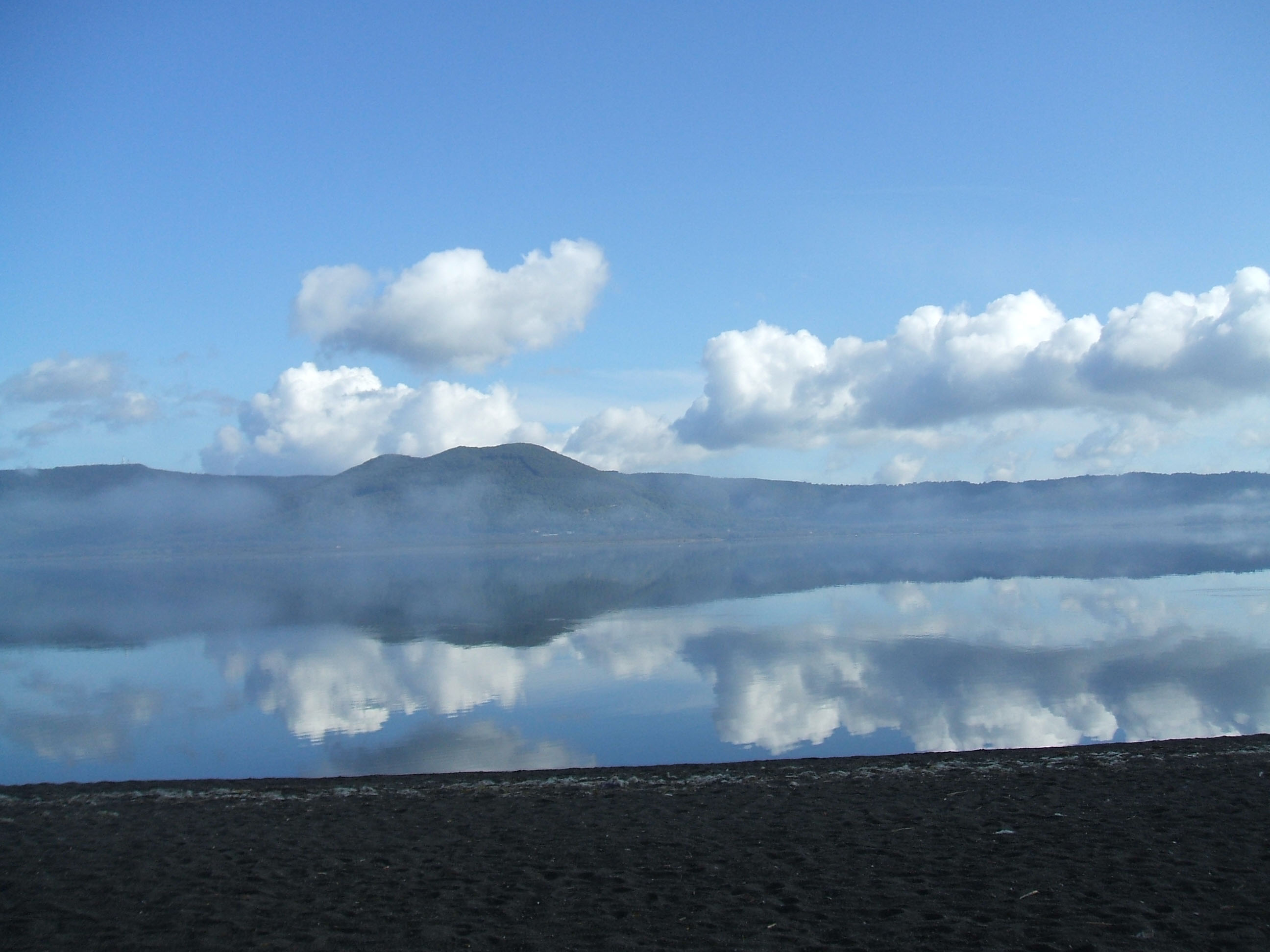
Lago di Vico

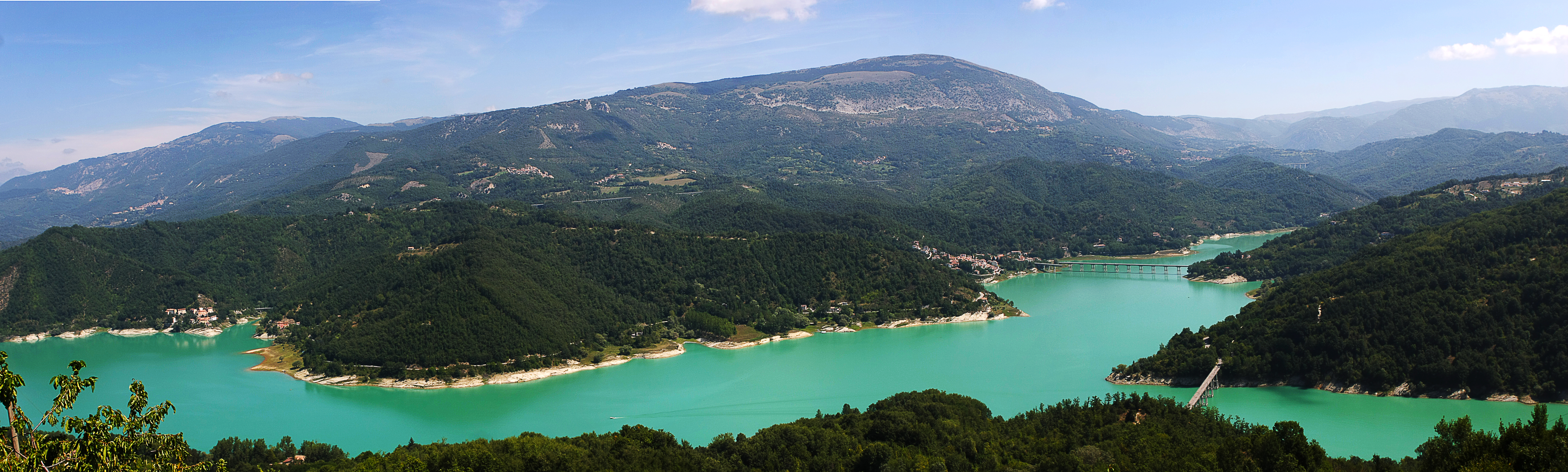
Lago del Salto

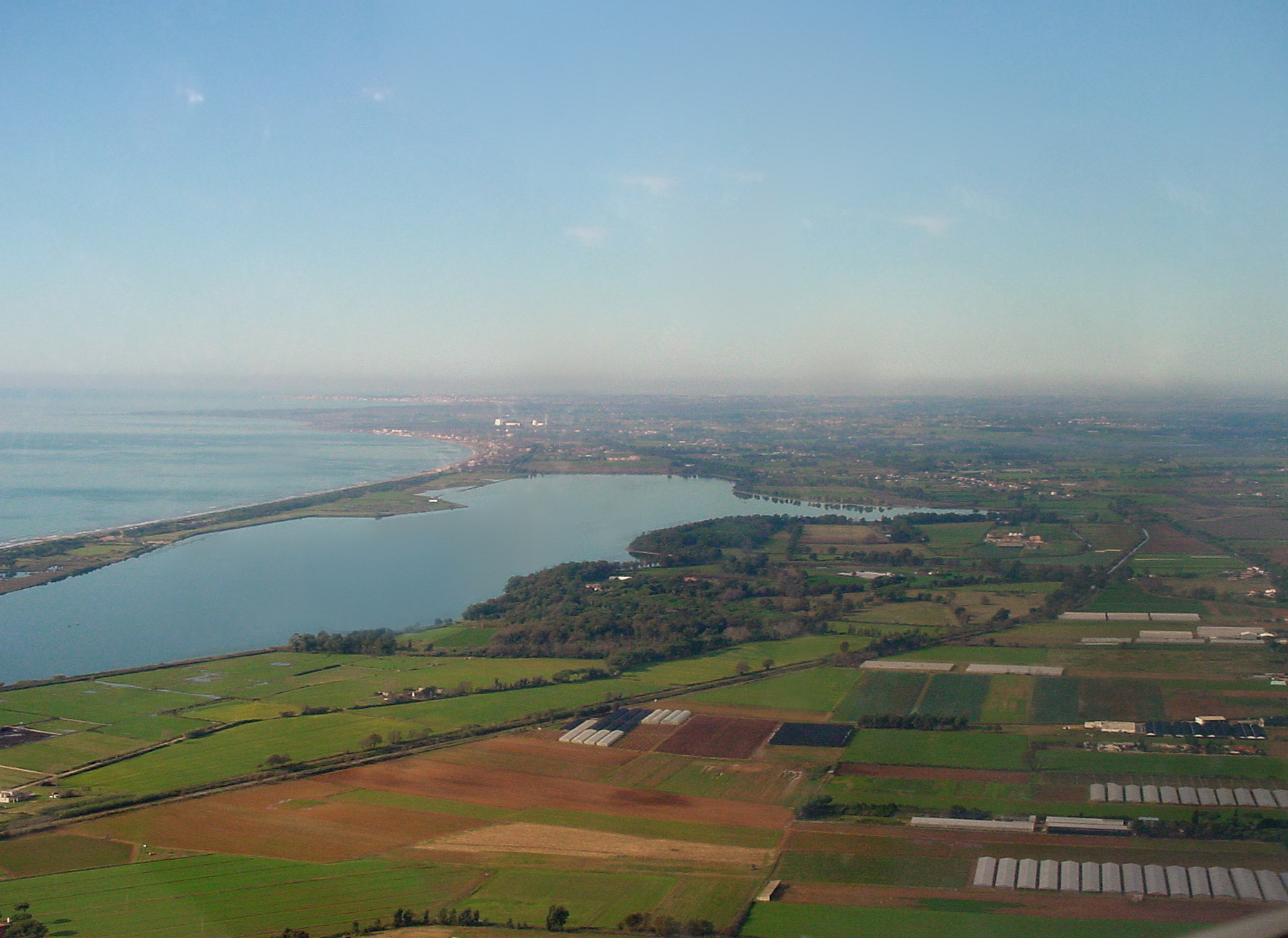
Laghi costieri del Parco Nazionale del Circeo.

Tra i laghi del Lazio i più estesi sono il Lago di Bolsena, in provincia di Viterbo, il Lago di Bracciano, in provincia di Roma, e il Lago di Vico, in provincia di Viterbo, tutti e tre di origine vulcanica.
Tra i laghi laziali si segnala il lago Albano, il lago di origine vulcanica più profondo d'Italia, rilevante anche dal punto di vista storico, in quanto intorno alle sue sponde si sviluppò la città latina di Alba Longa, legata alla prime fasi della storia di Roma.
Di seguito è riportato l'elenco dei laghi del Lazio in ordine decrescente di superficie.
Laghi
- Lago di Bolsena, superficie 113,5 km², provincia di Viterbo
- Lago di Bracciano, superficie 57,5 km², provincia di Roma
- Lago di Vico, superficie 12,93 km², provincia di Viterbo
- Lago del Salto, superficie 10,0 km², provincia di Rieti (artificiale)
- Lago Albano, superficie 6 km², provincia di Roma
- Lago del Turano, superficie 5,6 km², provincia di Rieti (artificiale)
- Lago di Fondi, superficie 3,8 km², provincia di Latina
- Lago di Martignano, superficie 2,44 km², provincia di Roma
- Lago di San Casciano, superficie 2,0 km², provincia di Viterbo
- Lago di Nemi, superficie 1,67 km², provincia di Roma
- Lago di Canterno, superficie 1,62 km², provincia di Frosinone
- Lago di San Giovanni Incarico, superficie 1,2 km², provincia di Frosinone
- Lago di Scandarello, 1 km², provincia di Rieti
- Lago Lungo, superficie 0,5 km², provincia di Latina
- Lago di Mezzano, superficie 0,475 km², provincia di Viterbo
- Lago di San Puoto, superficie 0,3 km², provincia di Latina
- Lago di Monterosi, superficie 0,3 km², provincia di Viterbo
- Lago di Posta Fibreno, superficie 0,287 km², provincia di Frosinone
- Lago di Rascino, superficie 0,283 km², provincia di Rieti
- Lago di Ventina, superficie 0,12 km², provincia di Rieti
- Lago di Giulianello, superficie 0,12 km², provincia di Roma
- Lago della Duchessa, 0,06 km², provincia di Rieti
- Lago di Paterno, 0,03 km², provincia di Rieti
- Lago di Cornino, nd km², provincia di Rieti
- Lago del Vescovo, nd km², provincia di Latina

Zone umide
- Lagustelli, superficie 9,0 km², provincia di Roma
- Lago di Sabaudia, superficie 3,9 km², provincia di Latina
- Lago di Fogliano, superficie 3,4 km², provincia di Latina
- Lago di Caprolace, superficie 2,3 km², provincia di Latina
- Lago Lungo, superficie 1,0 km², provincia di Rieti
- Lago di Ripasottile, superficie 1,0 km², provincia di Rieti
- Lago dei Monaci, superficie 0,9 km², provincia di Latina

### Mari
- Mar Tirreno: provincia di Viterbo, provincia di Roma, provincia di Latina

## Territori
| Provincia di Frosinone                                                | Provincia di Latina                           | Provincia di Rieti         | Provincia di Roma | Provincia di Viterbo   |
| --------------------------------------------------------------------- | --------------------------------------------- | -------------------------- | --- | ---------------------- |
| Ciociaria Valle del Sacco Valle del Liri Valle di Comino Valle Latina | Agro Pontino Isole Ponziane Lazio meridionale | Cicolano Sabina Alto Lazio | Agro Romano Castelli Romani Litorale Romano Valle dell'Aniene Campagna romana Valle del Giovenzano Altipiani di Arcinazzo | Maremma laziale Tuscia |